# Jacobo de la Pezuela y Lobo
Jacobo de la Pezuela y Lobo (Cadis, 24 de juliol de 1811 - l'Havana, 3 d'octubre de 1882) fou un militar i historiador espanyol, membre de la Reial Acadèmia de la Història.

## Biografia
Era fill d'Ignacio de la Pezuela, militar que va lluitar en la guerra del francès i que hagué d'exiliar-se després del trienni liberal. El seu oncle, Joaquín de la Pezuela, va ser l'últim virrei del Perú. Va estudiar al Col·legi de San Mateo de Madrid i al Col·legi d'Escoceses, de Valladolid. Entre 1823 i 1825 va aprendre anglès i llatí i el 1828 es va graduar com a batxiller en lletres Montpeller. En 1829 va tornar a Espanya amb el seu pare i el 1831 va ingressar al Regiment d'Hússars de la Princesa. El 1833 va ingressar en la guàrdia de corps i, amb el grau de capità, participà en la Primera Guerra Carlina. El 1833 fou nomenat ajudant de camp del tinent general Gerónimo Valdés, a qui va acompanyar a l'Havana en 1841 amb el grau de tinent coronel.
El 1842 fou admès a la Reial Societat Econòmica de l'Havana en 1842 pel seu Ensayo histórico de la Isla de Cuba. Fou nomenat coronel del regiment de Matanzas i les tinences de govern de Sagua la Grande i San Julián de Güines, a Las Villas i L'Havana. En 1847 va tornar a Espanya, on fou posat a les ordres del seu cosí Juan de la Pezuela, comte de Xest, aleshores capità general de Castella. Quan aquest fou nomenat Capità General de Cuba en 1852 el va acompanyar novament.
Entre 1853 i 1856 va dirigir el periòdic setmanal Anales y Memorias de la Real Junta de Fomento y Real Sociedad Económica de La Habana, on va publicar els seus treballs «Estado actual de la esclavitud en los Estados Unidos» i «Situación actual de la Turquía». Es va retirar de l'exèrcit en 1854, quan fou nomenat novament Gutiérrez de la Concha governador, i va marxar a Espanya. En 1865 va ingressar a la Reial Acadèmia de la Història. També fou membre de la Societat Universal de Ciències de París, de la Societat Geogràfica de Madrid i de la de Londres. Establert definitivament a Cuba, en 1871 va escriure una Crónica de las Antillas com a part de la Crónica de España i va fer compondre una Historia de la Isla de Cuba (1868-1878).

## Obres
- Ensayo histórico de la Isla de Cuba, New York, Imp. Española de R. Rafael, 1842.
- Sitio y rendición de La Habana en 1762. Con un plano de la plaza de la Habana, Madrid, Imp. de M. Rivadeneyra, 1859.
- Diccionario geográfico, estadístico, histórico de la Isla de Cuba, Madrid, Imp. del Establecimiento de Mellado-Imp. del Banco Industrial y Mercantil, 1863-1866. 4 t.
- Necesidades de Cuba, Madrid, Imp. Banco Industrial y Mercantil, 1865.
- Historia de la Isla de Cuba, Madrid, Carlos Bailly-Baillière, 1868-1878. 4 t.
- Cómo vio Jacobo de la Pezuela la toma de la Habana por los ingleses. Cuatro capítulos de su Historia de la Isla de Cuba y un fragmento de su Diccionario geográfico, estadístico, histórico de la isla de Cuba. Nota preliminar por Emilio Roig de Leuchsenring, La Habana, [Oficina del Historiador de La Habana], 1962 (Colección del bicentenario de 1762, 4).